# 印度尼西亞民族覺醒

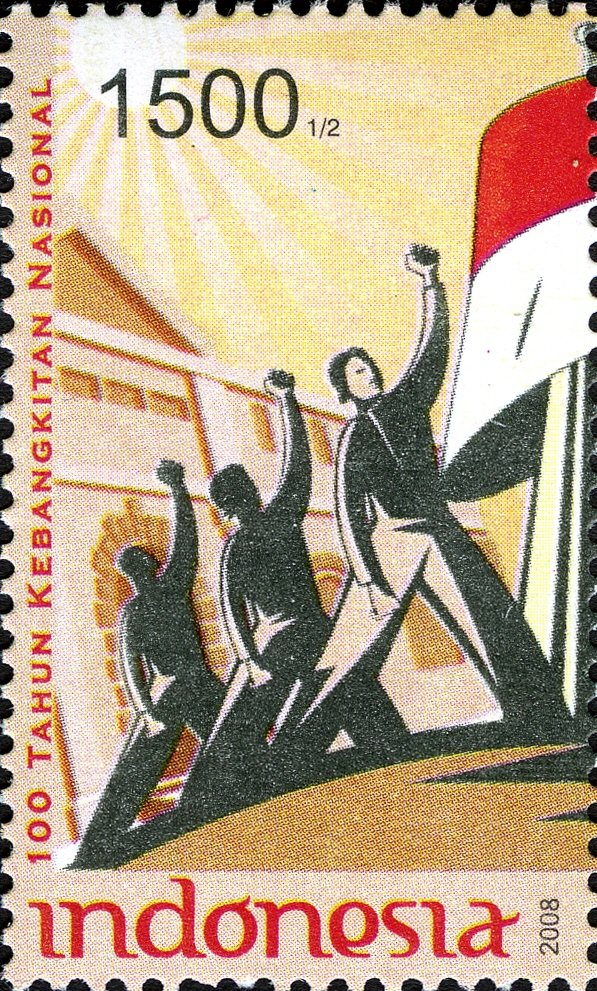
印度尼西亞民族覺醒100週年紀念郵票

印度尼西亚民族觉醒是指20世纪上半叶荷屬東印度境內的居民開始意識到自己是印度尼西亚人的一段时期。  此時有越來越多的印度尼西亞人參與政治活動，最终导致印度尼西亚民族主义者于1945年8月17日宣布独立。 